# تپه کله کای
تپه کله کای مربوط به سدهٔ ۶ تا ۸ ه.ق است و در شهرستان تکاب، بخش تخت سلیمان، دهستان ساروق، روستای گوی آغاج واقع شده و این اثر در تاریخ ۷ اسفند ۱۳۸۵ با شمارهٔ ثبت ۱۷۷۴۷ به‌عنوان یکی از آثار ملی ایران به ثبت رسیده است.